# Rue du Docteur-Jean-Fiolle
La rue du Docteur Jean Fiolle ou rue du Docteur Fiolle est une voie marseillaise située dans le 6e arrondissement. 

## Situation et accès
Elle va de l'avenue du Prado jusqu'à la rue Breteuil.
La rue est située à proximité de la place Castellane. Il est donc possible de rejoindre les lignes   et   du métro à la station Castellane.

## Origine du nom
Elle doit son nom au chirurgien Jean Fiolle qui s'est illustré notamment pour ses soins aux blessés pendant la guerre.

## Historique
En 1890 cette rue s'appelle « rue Fortuné », du nom de famille du propriétaire du terrain qui en fit don à la ville. Plus tard, elle fut baptisée « rue de l'Abbé-Fouque » du 13 janvier 1941 au 31 octobre 1944, en l'honneur du prêtre Jean-Baptiste Fouque, fondateur de l'Hôpital Saint-Joseph. 